# Cal Giró (Ribera d'Urgellet)
Cal Giró és una antiga casa pairal situada a la capçalera de la vall de Tost, a mig camí entre el poble de Sauvanyà (Ribera d'Urgellet), al terme del qual pertany, i coll de Creus, que és la trenca amb el terme d'Adraén (situat a la capçalera del riu de Bona, vall de La Vansa). La casa està a una altitud de 1.215 m. Era una casa de grans dimensions, amb les corts, els pallers, pastador, cellers, i fins i tot tenia capella pròpia, un petit edifici aïllat, darrere de la casa, sota l'advocació de Sant Pere.